# Hirondellea
Famille
Genre
Synonymes
- Tetronychia Stephensen, 1923

Hirondellea est un genre de crustacés amphipodes, le seul de la famille des Hirondelleidae.
Il a été nommé en référence au navire l'Hirondelle du prince Albert Ier de Monaco qui servait à la recherche océanographique.
La plupart des espèces de ce genre se rencontrent à grandes profondeurs.

## Liste des espèces
Selon World Register of Marine Species (20 septembre 2013) :
- Hirondellea abyssalis (Stephensen, 1923)
- Hirondellea antarctica (Schellenberg, 1926)
- Hirondellea brevicaudata Chevreux, 1910
- Hirondellea diamantina Lowry & Stoddart, 2010
- Hirondellea dubia Dahl, 1959
- Hirondellea endeavour Lowry & Stoddart, 2010
- Hirondellea fidenter J.L. Barnard, 1966
- Hirondellea franklin Lowry & Stoddart, 2010
- Hirondellea gigas (Birstein & Vinogradov, 1955)
- Hirondellea glutonis Barnard & Ingram, 1990
- Hirondellea guyoti Barnard & Ingram, 1990
- Hirondellea kapala Lowry & Stoddart, 2010
- Hirondellea namarensis Horton & Thurston, 2013
- Hirondellea naturaliste Lowry & Stoddart, 2010
- Hirondellea sindhusagar Horton & Thurston, 2009
- Hirondellea trioculata Chevreux, 1889
- Hirondellea wolfendeni (Tattersall, 1909)